# Артамонов, Сергей Геннадьевич
Артамонов Сергей Геннадьевич (род. 26 мая 1977, Балабаш-Нурусово, Чувашская АССР) — чувашский агроном. С 2025 года работает председателем Кабинета Министров Чувашской Республики.

## Биография

### Происхождение
Родился 26 мая 1977 года в деревне Балабаш-Нурусово Батыревского района Чувашской АССР. Учился в деревянной школе соседней деревни, до которой добирался пешком, преодолевая более 4 км. Родители работали в местном колхозе.
В 1990-х Сергей Артамонов работал грузчиком, числясь в сельхозинституте в городе Чебоксары, в котором в 1999 году ему вручили диплом агронома.
В дальнейшем вернулся в деревню, где устроился агрономом в сельхозартели «Пашъел» Батыревского района Чувашской Республики, в которой в должности зоотехника работал Мешков Вадим — отец будущей жены (Инны Вадимовны Мешковой).
В 2005 году в возрасте 28 лет переехал жить в город Чебоксары, где в ОАО «Чебоксарская пивоваренная фирма «Букет Чувашии», принадлежащее родному брату жены — Олегу Мешкову, был устроен на должность начальника торгово-хозяйственного отдела. С 2007 до 2011 Сергей Артамонов в качестве индивидуального предпринимателя занимался розничной торговлей пищевыми продуктами в магазинах.

### Дальнейшая карьера
С января 2012 по ноябрь 2014 — глава администрации Цивильского района Чувашской Республики.
С декабря 2014 по октябрь 2015 — первый заместитель Руководителя Администрации Главы Чувашской Республики — начальник Управления внутренней политики.
С октября 2015 по январь 2017 — министр сельского хозяйства Чувашской Республики. С 12.01.2017 по 30.01.2020 — заместитель Председателя Кабинета Министров Чувашской Республики – министр сельского хозяйства Чувашской Республики. С 31.01.2020 по 19.02.2020 — и. о. заместителя Председателя Кабинета Министров Чувашской Республики — министра сельского хозяйства Чувашской Республики.
Указом временно исполняющего обязанности Главы Чувашской Республики О. Николаева от 20 февраля 2020 г. № 44 назначен на должность заместителя Председателя Кабинета министров Чувашской Республики — министра сельского хозяйства Чувашской Республики.
С 28 февраля 2025 по 24 апреля 2025 — и. о. председателя Кабинета министров Чувашской Республики — заместитель председателя Кабинета министров Чувашской Республики; с 24 апреля 2025 — председатель Кабинета министров Чувашской Республики.

## Награды
- Почётная грамота Цивильского района Чувашской Республики (2014)
- Орден «За заслуги перед Чувашской Республикой» (15 августа 2024)[4]

## Источник
- Артамонов Сергей Геннадьевич, или Глава феодальной партии Чувашии // dzen.ru
- Госсовет Чувашии одобрил Артамонова на должность Председателя Кабмина республики // www.kommersant.ru